# Großer Preis von Japan 2015
Der Große Preis von Japan 2015 (offiziell 2015 Formula 1 Japanese Grand Prix) fand am 27. September auf dem Suzuka International Racing Course in Suzuka statt und war das 14. Rennen der Formel-1-Weltmeisterschaft 2015.

## Bericht

### Hintergründe
Nach dem Großen Preis von Singapur führte Lewis Hamilton in der Fahrerwertung mit 41 Punkten vor Nico Rosberg und mit 49 Punkten vor Sebastian Vettel. In der Konstrukteurswertung führte Mercedes mit 153 Punkten vor Ferrari und mit 265 Punkten vor Williams-Mercedes.
Beim Großen Preis von Japan stellte Pirelli den Fahrern die Reifenmischungen P Zero Hard (orange) und P Zero Medium (weiß) sowie für Nässe Cinturato Intermediates (grün) und Cinturato Full-Wets (blau) zur Verfügung.
Wie im Vorjahr gab es lediglich eine DRS-Zone auf der Start-Ziel-Geraden, der Messpunkt befand sich 50 Meter vor der Casio Triangle.
Damit Regenwasser besser abfließen konnte, wurde das Drainagesystem an mehreren Stellen verbessert. Betroffen war hier auch der Bereich der S-Curves, in denen Jules Bianchi und Adrian Sutil im Vorjahr verunfallten. Außerdem wurden beidseitig im Bereich von Hairpin bis Spoon die Träger für Werbebanner entfernt. Sämtliche Vorrichtungen zur Anbringung von Schildern wurden hier durch welche aus leichtem Material ersetzt.
Pastor Maldonado (sechs), Max Verstappen (fünf), Marcus Ericsson, Romain Grosjean, Nico Hülkenberg, Sergio Pérez (jeweils vier), Vettel (drei), Jenson Button, Hamilton und Daniil Kwjat (jeweils zwei) gingen mit Strafpunkten ins Rennwochenende.
Mit Vettel (viermal), Fernando Alonso, Hamilton (jeweils zweimal), Kimi Räikkönen und Button (jeweils einmal) traten fünf ehemalige Sieger zu diesem Grand Prix an. Alonso und Hamilton gewannen den Großen Preis von Japan jeweils einmal, als das Rennen 2007 und 2008 auf dem Fuji Speedway ausgetragen wurde.
Als Rennkommissare fungierten Gerd Ennser (DEU), Takashi Mitarashi (JAP), Roger Peart (CAN) und Emanuele Pirro (ITA).

### Training

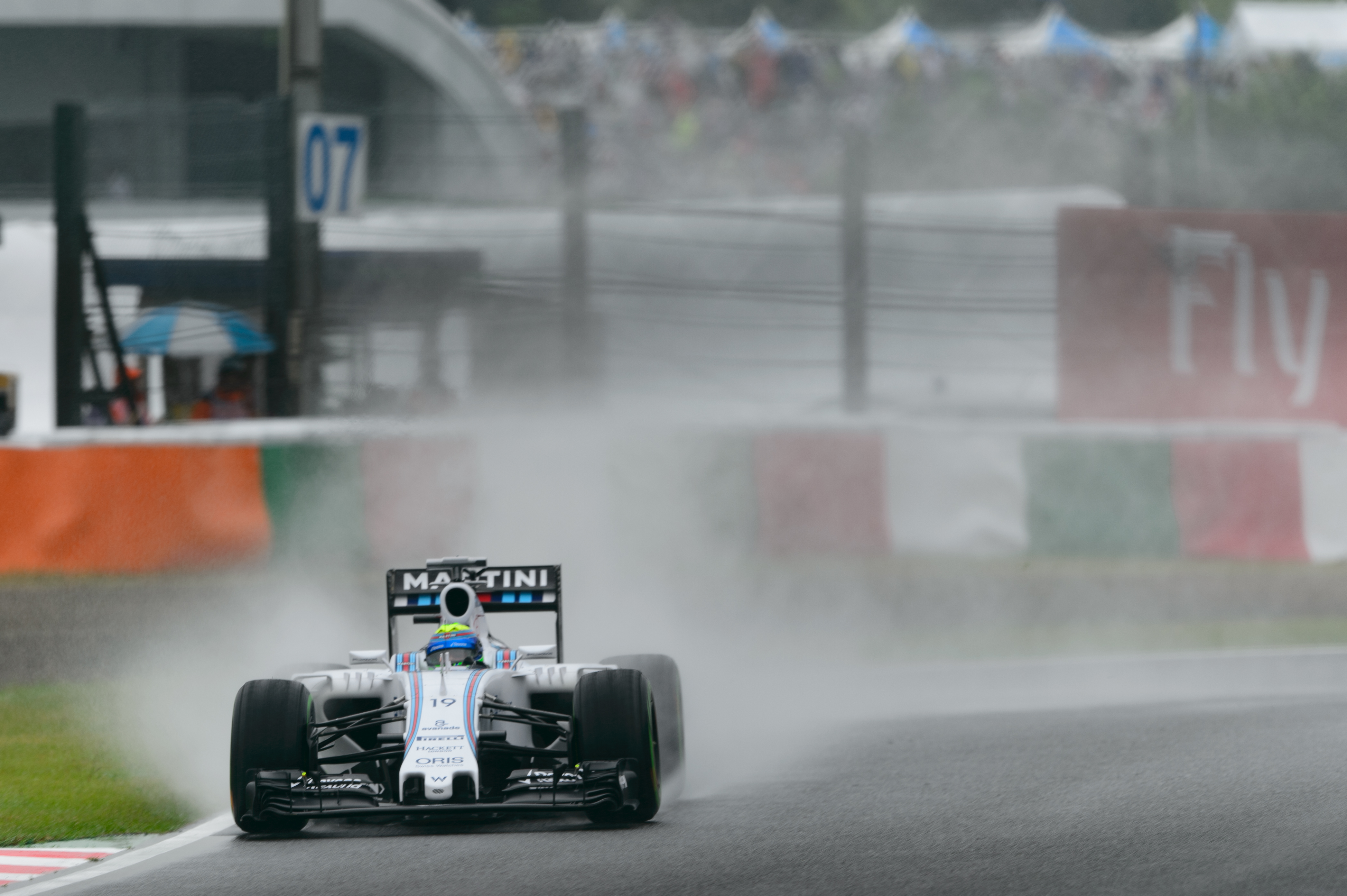
Felipe Massa am Freitag im nassen freien Training

Beide freie Trainings am Freitag fanden bei Regen statt. Im ersten Training war Carlos Sainz jr. mit einer Rundenzeit von 1:49,434 Minuten der Schnellste, gefolgt von Kwjat und Rosberg. Nur zwölf Fahrer erzielten eine Zeit.
Im zweiten freien Training übernahm Kwjat in 1:48,277 Minuten die Führung vor Rosberg und Hamilton. Bis auf Valtteri Bottas erzielten alle Fahrer eine Zeit, wobei beide Manor-Piloten keine Zeit unterhalb der 107-Prozent-Hürde schafften.
Im dritten freien Training, das unter trockenen Bedingungen stattfand, war Hamilton mit einer Rundenzeit von 1:33,995 Minuten Schnellster vor Rosberg und Daniel Ricciardo.

### Qualifying
Das Qualifying bestand aus drei Teilen mit einer Nettolaufzeit von 45 Minuten. Im ersten Qualifying-Segment (Q1) hatten die Fahrer 18 Minuten Zeit, um sich für das Rennen zu qualifizieren. Alle Fahrer, die im ersten Abschnitt eine Zeit erzielten, die maximal 107 Prozent der schnellsten Rundenzeit betrug, qualifizierten sich für den Grand Prix. Die besten 15 Fahrer erreichten den nächsten Teil. Hamilton war Schnellster. Verstappen stellte eine Minute vor Trainingsende sein Fahrzeug ausgangs der Hairpin auf der Strecke mit einem technischen Defekt ab, was für gelbe Flaggen in diesem Streckenabschnitt sorgte. So waren für die anderen Fahrer keine Verbesserungen mehr möglich. Alexander Rossi schaffte daher keine Runde, die schneller als 107 Prozent der schnellsten Rundenzeit war und qualifizierte sich nicht für das Rennen. Außerdem schieden Will Stevens, Button und die Sauber-Piloten aus.
Der zweite Qualifyingabschnitt (Q2) dauerte 15 Minuten. Rosberg war Schnellster. Verstappen, der keine Rundenzeit setzen konnte, Alonso, Maldonado, Sainz jr. und Hülkenberg schieden aus.
Der finale Abschnitt ging über eine Zeit von zwölf Minuten, in denen die ersten zehn Startpositionen vergeben wurden. Kwjat kam kurz vor dem Ende des Qualifyings von der Strecke ab, schlug in die Streckenbegrenzung ein und überschlug sich. Das Qualifying wurde daher abgebrochen und nicht wieder gestartet. Rosberg sicherte sich mit einer Zeit von 1:32,584 Minuten die Pole-Position vor Hamilton und Bottas. Es war für Rosberg die zweite Pole-Position in der Saison und die 13. für einen Mercedes-Fahrer.

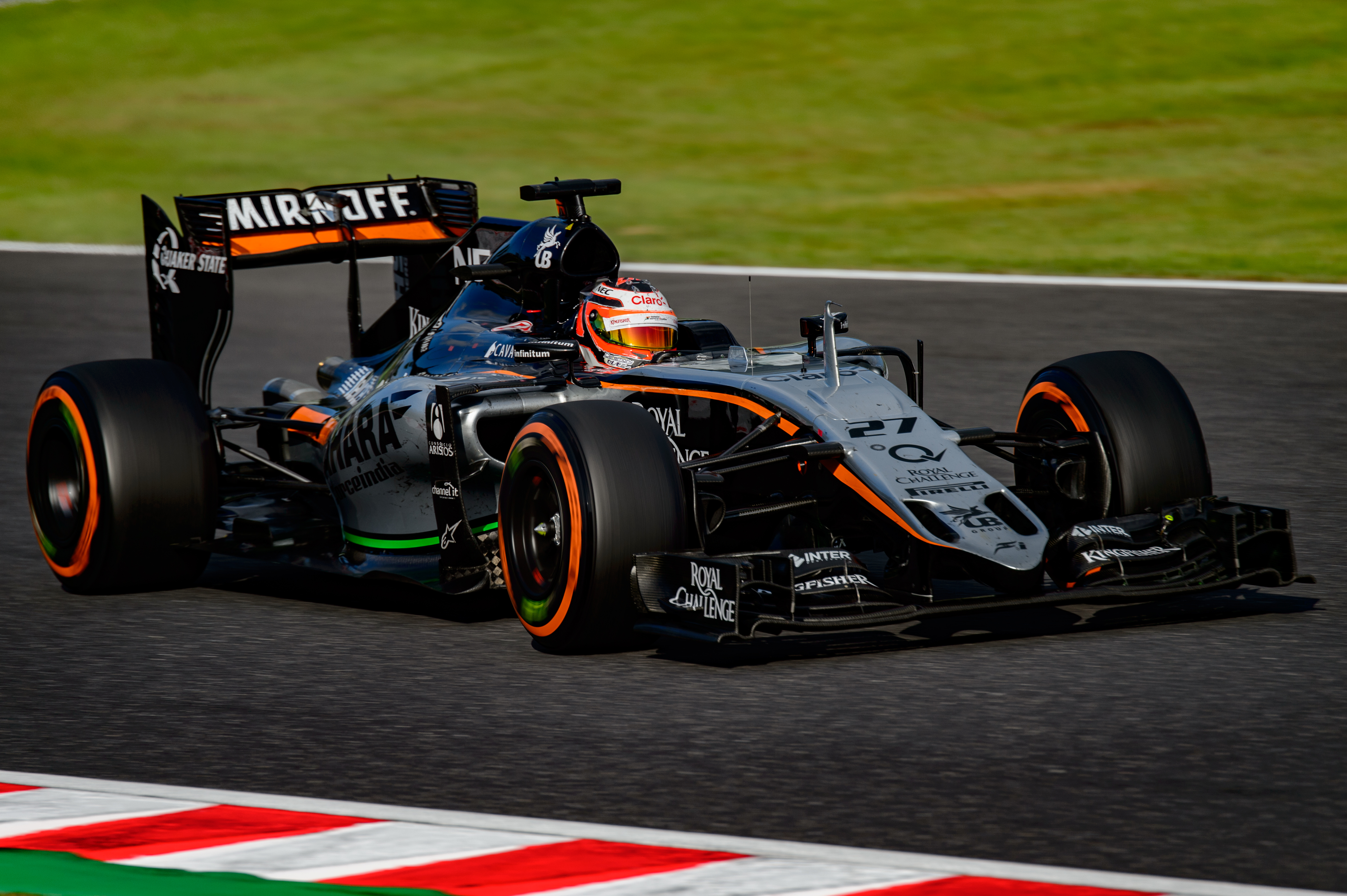
Nico Hülkenberg verbüßte eine vom Großen Preis von Singapur übertragene Strafe um drei Startplätze

Hülkenberg erhielt eine Startplatzstrafe in Höhe von drei Plätzen, da er beim Großen Preis von Singapur eine Kollision mit Felipe Massa verursacht hatte. Auch Verstappen erhielt die gleiche Strafe, da die Rennkommissare es als erwiesen ansahen, dass er den Wagen in Q1 trotz des technischen Defektes an einer sicheren Stelle hätte abstellen können. Kwjat musste aus der Boxengasse starten, da an seinem Fahrzeug nach dem Unfall diverse Reparaturarbeiten vorgenommen werden mussten und dies nach den Regularien des Parc fermé nicht erlaubt war. Außerdem nutzte das Team die Gelegenheit, straffrei die komplette Antriebseinheit und das Getriebe zu wechseln.

### Rennen
Das Rennen ging über 53 Runden. Hamilton startete besser als Rosberg, beide fuhren nebeneinander in die ersten Kurven. Vettel ging vor der ersten Kurve bereits an Bottas vorbei. Am Ausgang der First kam Rosberg mit zwei Rädern auf das Gras, er fiel hinter Hamilton, Vettel und Bottas auf den vierten Platz zurück. Sainz jr. kollidierte mit Pérez, der einen Reifenschaden erlitt und durch das Kiesbett fahren musste. Massa und Ricciardo kollidierten ebenfalls, beide erlitten Reifenschäden und mussten an die Box fahren. Hamilton führte vor Vettel, Bottas, Rosberg, Räikkönen, Grosjean, Maldonado, Hülkenberg, Sainz jr. und Ericsson.
In der zehnten Runde kamen die ersten Fahrer zum Reifenwechsel an die Box. Bottas ging in Runde zwölf an die Box, um zu verhindern, dass Rosberg durch einen früheren Boxenstopp vorbeigehen kann. Vettel stoppte eine Runde später und versuchte, sich damit gegen Bottas zu verteidigen. Rosberg und Hamilton gingen einige Runden später an die Box, die Positionen blieben aber unverändert. Bis auf Hamilton und Bottas wechselten alle Fahrer in der Spitzengruppe auf die härtere Reifenmischung.
In Runde 18 ging Rosberg vor der Casio Triangle an Bottas vorbei und lag nun auf dem dritten Rang. Er konnte sich danach absetzen und den Rückstand auf Vettel verkürzen, während Räikkönen auf Bottas aufholte.

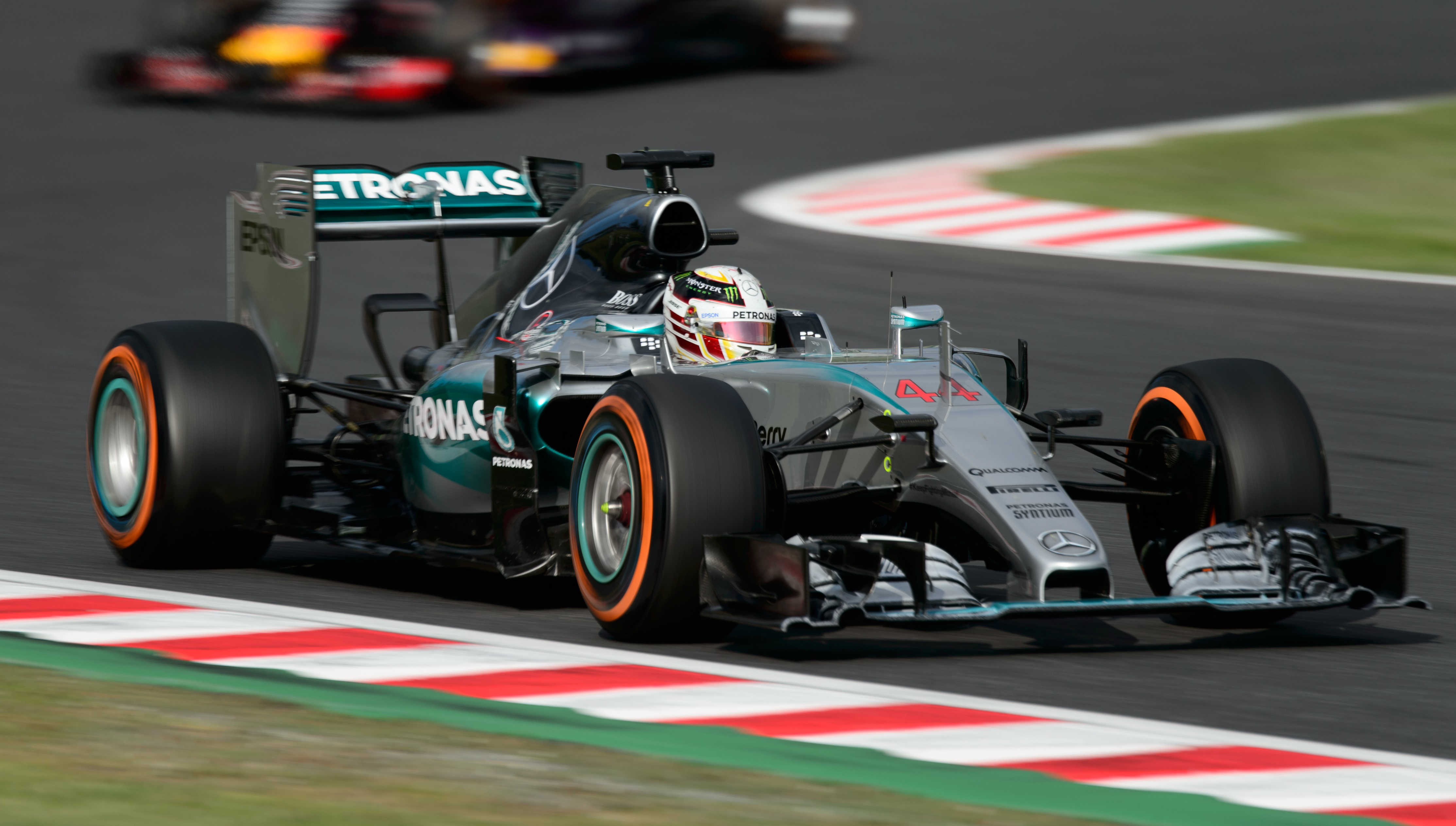
Hamilton gewann das Rennen überlegen

In Runde 29 ging Räikkönen zum zweiten Reifenwechsel an die Box, eine Runde später auch Rosberg und Bottas. Bottas fiel so hinter Räikkönen zurück. Auch Vettel verlor durch seinen Boxenstopp in der folgenden Runde eine Position an Rosberg, der mit den frischen Reifen die bis dahin schnellste Runde des Rennens fuhr. Nach den zweiten Boxenstopps führte Hamilton vor Rosberg, Vettel, Räikkönen, Bottas, Hülkenberg, Grosjean, Maldonado, Sainz jr. und Verstappen.
Sainz jr. klagte am Teamfunk über Bremsprobleme, er musste seinen deutlich schnelleren Teamkollegen Verstappen kampflos passieren lassen. Stevens drehte sich in der 130R, konnte das Fahrzeug aber abfangen und auf der Strecke bleiben. Er verlor jedoch eine Position an seinen Teamkollegen Rossi. Zwei Runden vor dem Ende stellte Nasr seinen Wagen ab.
Hamilton gewann das Rennen vor Rosberg und Vettel. Es war der achte Saisonsieg für Hamilton, mit 41 Siegen zog er in der Bestenliste mit Ayrton Senna gleich. Für Mercedes war es der elfte Sieg und der achte Doppelsieg der Saison. Für Rosberg war es die elfte und für Vettel die zehnte Podiumsplatzierung der Saison. Die Top 10 komplettierten Räikkönen, Bottas, Hülkenberg, Grosjean, Maldonado, Verstappen und Sainz jr.
Die ersten drei Positionen in Fahrer- und Konstrukteurswertung blieben unverändert.
Der Zieleinlauf des Rennens entsprach auf den ersten fünf Plätzen wiederum der späteren Abschlussplatzierung der Fahrerweltmeisterschaft am Ende der Saison. Dies war vor diesem Rennen in der Formel-1-Geschichte lediglich im Großen Preis von Singapur 2011 der Fall gewesen.

## Meldeliste
| Team                          | Nr. | Fahrer           | Chassis                | Motor                       | Reifen |
| ----------------------------- | --- | ---------------- | ---------------------- | --------------------------- | ------ |
| Mercedes AMG Petronas F1 Team | 44  | Lewis Hamilton   | Mercedes F1 W06 Hybrid | Mercedes-Benz PU106B Hybrid | P      |
| Mercedes AMG Petronas F1 Team | 06  | Nico Rosberg     | Mercedes F1 W06 Hybrid | Mercedes-Benz PU106B Hybrid | P      |
| Infiniti Red Bull Racing      | 03  | Daniel Ricciardo | Red Bull RB11          | Renault Energy F1 2015      | P      |
| Infiniti Red Bull Racing      | 26  | Daniil Kwjat     | Red Bull RB11          | Renault Energy F1 2015      | P      |
| Williams Martini Racing       | 19  | Felipe Massa     | Williams FW37          | Mercedes-Benz PU106B Hybrid | P      |
| Williams Martini Racing       | 77  | Valtteri Bottas  | Williams FW37          | Mercedes-Benz PU106B Hybrid | P      |
| Scuderia Ferrari              | 05  | Sebastian Vettel | Ferrari SF15-T         | Ferrari 059/4               | P      |
| Scuderia Ferrari              | 07  | Kimi Räikkönen   | Ferrari SF15-T         | Ferrari 059/4               | P      |
| McLaren Honda                 | 14  | Fernando Alonso  | McLaren MP4-30         | Honda RA615H                | P      |
| McLaren Honda                 | 22  | Jenson Button    | McLaren MP4-30         | Honda RA615H                | P      |
| Sahara Force India F1 Team    | 27  | Nico Hülkenberg  | Force India VJM08      | Mercedes-Benz PU106B Hybrid | P      |
| Sahara Force India F1 Team    | 11  | Sergio Pérez     | Force India VJM08      | Mercedes-Benz PU106B Hybrid | P      |
| Scuderia Toro Rosso           | 33  | Max Verstappen   | Toro Rosso STR10       | Renault Energy F1 2015      | P      |
| Scuderia Toro Rosso           | 55  | Carlos Sainz jr. | Toro Rosso STR10       | Renault Energy F1 2015      | P      |
| Lotus F1 Team                 | 08  | Romain Grosjean  | Lotus E23 Hybrid       | Mercedes-Benz PU106B Hybrid | P      |
| Lotus F1 Team                 | 13  | Pastor Maldonado | Lotus E23 Hybrid       | Mercedes-Benz PU106B Hybrid | P      |
| Lotus F1 Team                 | 30  | Jolyon Palmer    | Lotus E23 Hybrid       | Mercedes-Benz PU106B Hybrid | P      |
| Manor Marussia F1 Team        | 28  | Will Stevens     | Marussia MR03          | Ferrari 059/3               | P      |
| Manor Marussia F1 Team        | 53  | Alexander Rossi  | Marussia MR03          | Ferrari 059/3               | P      |
| Sauber F1 Team                | 09  | Marcus Ericsson  | Sauber C34             | Ferrari 059/4               | P      |
| Sauber F1 Team                | 12  | Felipe Nasr      | Sauber C34             | Ferrari 059/4               | P      |

Anmerkungen
1. 1 2  Der Lotus mit der Startnummer 30 wurde im ersten freien Training für Palmer eingesetzt. Grosjean übernahm das Fahrzeug anschließend für das restliche Rennwochenende mit seiner Startnummer 8.

## Klassifikationen

### Qualifying
| Pos.                                                                      | Fahrer           | Konstrukteur         | Q1       | Q2         | Q3         | Start |
| ------------------------------------------------------------------------- | ---------------- | -------------------- | -------- | ---------- | ---------- | ----- |
| 01                                                                        | Nico Rosberg     | Mercedes             | 1:33,015 | 1:32,632   | 1:32,584   | 01    |
| 02                                                                        | Lewis Hamilton   | Mercedes             | 1:32,844 | 1:32,789   | 1:32,660   | 02    |
| 03                                                                        | Valtteri Bottas  | Williams-Mercedes    | 1:34,326 | 1:33,416   | 1:33,024   | 03    |
| 04                                                                        | Sebastian Vettel | Ferrari              | 1:34,431 | 1:33,844   | 1:33,245   | 04    |
| 05                                                                        | Felipe Massa     | Williams-Mercedes    | 1:34,744 | 1:33,377   | 1:33,337   | 05    |
| 06                                                                        | Kimi Räikkönen   | Ferrari              | 1:34,171 | 1:33,361   | 1:33,347   | 06    |
| 07                                                                        | Daniel Ricciardo | Red Bull-Renault     | 1:34,399 | 1:34,153   | 1:33,497   | 07    |
| 08                                                                        | Romain Grosjean  | Lotus-Mercedes       | 1:34,398 | 1:34,278   | 1:33,967   | 08    |
| 09                                                                        | Sergio Pérez     | Force India-Mercedes | 1:35,001 | 1:34,174   | keine Zeit | 09    |
| 10                                                                        | Daniil Kwjat     | Red Bull-Renault     | 1:34,646 | 1:34,201   | keine Zeit | Box   |
| 11                                                                        | Nico Hülkenberg  | Force India-Mercedes | 1:35,328 | 1:34,390   | –          | 13    |
| 12                                                                        | Carlos Sainz jr. | Toro Rosso-Renault   | 1:34,873 | 1:34,453   | –          | 10    |
| 13                                                                        | Pastor Maldonado | Lotus-Mercedes       | 1:34,796 | 1:34,497   | –          | 11    |
| 14                                                                        | Fernando Alonso  | McLaren-Honda        | 1:35,467 | 1:34,785   | –          | 12    |
| 15                                                                        | Max Verstappen   | Toro Rosso-Renault   | 1:34,522 | keine Zeit | –          | 17    |
| 16                                                                        | Marcus Ericsson  | Sauber-Ferrari       | 1:35,673 | –          | –          | 14    |
| 17                                                                        | Felipe Nasr      | Sauber-Ferrari       | 1:35,760 | –          | –          | 15    |
| 18                                                                        | Jenson Button    | McLaren-Honda        | 1:35,847 | –          | –          | 16    |
| 19                                                                        | Will Stevens     | Marussia-Ferrari     | 1:38,783 | –          | –          | 18    |
| 107-Prozent-Zeit: 1:39,343 min (bezogen auf Q1-Bestzeit von 1:32,844 min) |                  |                      |          |            |            |       |
| DNQ                                                                       | Alexander Rossi  | Marussia-Ferrari     | 1:47,114 | –          | –          | 19    |

Anmerkungen
1. ↑  Kwjat musste aus der Boxengasse starten, da entgegen der Parc-fermé-Regeln nach einem Unfall Reparaturarbeiten an seinem Auto vorgenommen wurden.
2. ↑  Hülkenberg wurde für das Verursachen einer Kollision um drei Startpositionen nach hinten versetzt.
3. ↑  Verstappen wurde um drei Startpositionen nach hinten versetzt, da er sein Fahrzeug mit einem technischen Defekt auf der Strecke abstellte, die Rennkommissare es jedoch als erwiesen ansahen, dass er dieses auch an einer sicheren Stelle hätte abstellen können.
4. ↑  Rossi wurde erlaubt, das Rennen vom letzten Startplatz zu starten, da er im freien Training ausreichend schnell gewesen war.

### Rennen
| Pos. | Fahrer           | Konstrukteur         | Runden | Zeit        | Start | Schnellste Runde |
| ---- | ---------------- | -------------------- | ------ | ----------- | ----- | ---------------- |
| 01   | Lewis Hamilton   | Mercedes             | 53     | 1:28:06,508 | 02    | 1:36,145 (33.)   |
| 02   | Nico Rosberg     | Mercedes             | 53     | + 1,886     | 01    | 1:37,147 (31.)   |
| 03   | Sebastian Vettel | Ferrari              | 53     | + 20,850    | 04    | 1:37,906 (32.)   |
| 04   | Kimi Räikkönen   | Ferrari              | 53     | + 33,768    | 06    | 1:38,035 (32.)   |
| 05   | Valtteri Bottas  | Williams-Mercedes    | 53     | + 36,746    | 03    | 1:38,241 (41.)   |
| 06   | Nico Hülkenberg  | Force India-Mercedes | 53     | + 55,559    | 13    | 1:38,331 (43.)   |
| 07   | Romain Grosjean  | Lotus-Mercedes       | 53     | + 1:12,298  | 08    | 1:38,167 (35.)   |
| 08   | Pastor Maldonado | Lotus-Mercedes       | 53     | + 1:13,575  | 11    | 1:38,136 (39.)   |
| 09   | Max Verstappen   | Toro Rosso-Renault   | 53     | + 1:35,315  | 17    | 1:38,237 (32.)   |
| 10   | Carlos Sainz jr. | Toro Rosso-Renault   | 52     | + 1 Runde   | 10    | 1:38,686 (16.)   |
| 11   | Fernando Alonso  | McLaren-Honda        | 52     | + 1 Runde   | 12    | 1:39,614 (45.)   |
| 12   | Sergio Pérez     | Force India-Mercedes | 52     | + 1 Runde   | 09    | 1:38,591 (50.)   |
| 13   | Daniil Kwjat     | Red Bull-Renault     | 52     | + 1 Runde   | Box   | 1:38,366 (36.)   |
| 14   | Marcus Ericsson  | Sauber-Ferrari       | 52     | + 1 Runde   | 14    | 1:39,343 (28.)   |
| 15   | Daniel Ricciardo | Red Bull-Renault     | 52     | + 1 Runde   | 07    | 1:38,898 (32.)   |
| 16   | Jenson Button    | McLaren-Honda        | 52     | + 1 Runde   | 16    | 1:40,121 (31.)   |
| 17   | Felipe Massa     | Williams-Mercedes    | 51     | + 2 Runden  | 05    | 1:38,595 (51.)   |
| 18   | Alexander Rossi  | Marussia-Ferrari     | 51     | + 2 Runden  | 19    | 1:41,467 (35.)   |
| 19   | Will Stevens     | Marussia-Ferrari     | 50     | + 3 Runden  | 18    | 1:41,452 (44.)   |
| 20   | Felipe Nasr      | Sauber-Ferrari       | 49     | DNF         | 15    | 1:40,088 (39.)   |

## WM-Stände nach dem Rennen
Die ersten zehn des Rennens bekamen 25, 18, 15, 12, 10, 8, 6, 4, 2 bzw. 1 Punkt(e).

### Fahrerwertung
| Pos. | Fahrer           | Konstrukteur         | Punkte |
| ---- | ---------------- | -------------------- | ------ |
| 01   | Lewis Hamilton   | Mercedes             | 277    |
| 02   | Nico Rosberg     | Mercedes             | 229    |
| 03   | Sebastian Vettel | Ferrari              | 218    |
| 04   | Kimi Räikkönen   | Ferrari              | 119    |
| 05   | Valtteri Bottas  | Williams-Mercedes    | 111    |
| 06   | Felipe Massa     | Williams-Mercedes    | 97     |
| 07   | Daniel Ricciardo | Red Bull-Renault     | 73     |
| 08   | Daniil Kwjat     | Red Bull-Renault     | 66     |
| 09   | Romain Grosjean  | Lotus-Mercedes       | 44     |
| 10   | Sergio Pérez     | Force India-Mercedes | 39     |
| 11   | Nico Hülkenberg  | Force India-Mercedes | 38     |

| Pos. | Fahrer           | Konstrukteur       | Punkte |
| ---- | ---------------- | ------------------ | ------ |
| 12   | Max Verstappen   | Toro Rosso-Renault | 32     |
| 13   | Felipe Nasr      | Sauber-Ferrari     | 17     |
| 14   | Pastor Maldonado | Lotus-Mercedes     | 16     |
| 15   | Carlos Sainz jr. | Toro Rosso-Renault | 12     |
| 16   | Fernando Alonso  | McLaren-Honda      | 11     |
| 17   | Marcus Ericsson  | Sauber-Ferrari     | 9      |
| 18   | Jenson Button    | McLaren-Honda      | 6      |
| 19   | Roberto Merhi    | Marussia-Ferrari   | 0      |
| 20   | Will Stevens     | Marussia-Ferrari   | 0      |
| 21   | Alexander Rossi  | Marussia-Ferrari   | 0      |
| –    | Kevin Magnussen  | McLaren-Honda      | 0      |

### Konstrukteurswertung
| Pos. | Konstrukteur         | Punkte |
| ---- | -------------------- | ------ |
| 1    | Mercedes             | 506    |
| 2    | Ferrari              | 337    |
| 3    | Williams-Mercedes    | 208    |
| 4    | Red Bull-Renault     | 139    |
| 5    | Force India-Mercedes | 77     |

| Pos. | Konstrukteur       | Punkte |
| ---- | ------------------ | ------ |
| 06   | Lotus-Mercedes     | 60     |
| 07   | Toro Rosso-Renault | 44     |
| 08   | Sauber-Ferrari     | 26     |
| 09   | McLaren-Honda      | 17     |
| 10   | Marussia-Ferrari   | 0      |